# Elecciones generales de Alderney de 2016
Elecciones generales tuvieron lugar en Alderney el 26 de noviembre de 2016 de acuerdo con las reglas electorales en Alderney. Cinco de diez escaños estaban siendo electos. Los candidatos necesitaban postularse antes del 15 de noviembre.

## Resultados
| Candidato                           | Votos | %    | Notas  |
| ----------------------------------- | ----- | ---- | ------ |
| James Abolladura                    | 624   | 16,0 | Electo |
| Louis Jean                          | 527   | 13,5 | Electo |
| Alex Snowdon                        | 480   | 12,3 | Electo |
| Mike Dean                           | 381   | 9,7  | Electo |
| Tony Barnes                         | 294   | 7,5  | Electo |
| Paul Clark                          | 266   | 6,8  |        |
| Neil Harvey                         | 251   | 6,4  |        |
| Tony Haywood                        | 242   | 6,2  |        |
| Debbie Lewis                        | 222   | 5,7  |        |
| Christopher Rowley                  | 195   | 5,0  |        |
| Lin Maurice                         | 164   | 4,2  |        |
| Francis Simonet                     | 146   | 3,7  |        |
| Simon Salvaje                       | 117   | 3,0  |        |
| Total                               | 3 909 | 100  |        |
| Votos válidos                       | 940   | 100  |        |
| Votos en blanco/nulos               | 0     | 0,0  |        |
| Total                               | 940   | 100  |        |
| Electores registrados/participación |       | 69   |        |
| Fuente: Estados                     |       |      |        |